# Ídritsa
Ídritsa (en rus: Идрица) és un poble (un possiólok) de l'óblast de Pskov, a Rússia, segons el cens del 2021 tenia 3.992 habitants. És el centre administratiu del districte (raion) de Sébejski.